# Mahanaïm (kibboutz)
Pour les articles homonymes, voir Mahanaïm.
Mahanaïm (מחנים) est un kibboutz fondé en 1898[réf. souhaitée]. Il se situe à 3 km de Rosh Pina.
Mahanaïm est établi sur des terrains acquis e 1892 grâce à l'organisation Amour de Sion de Galicie. Quelques familles s'y installent en 1898, originaires principalement de Galicie, en particulier de Boutchatch. Cette tentative d'implantation ne se passa pas bien. Le manque de connaissance du pays, le manque de capital et le manque de compétence cause l'effritement de la mochava. La Jewish Colonization Association tenta d'y installer des cultivateurs de tabac, puis des éleveurs originaires du Caucase, mais même eux abandonnèrent en 1912. 
Pendant la première guerre mondiale, un groupe d'ouvriers du Poalei Tsion s'y installe en 1916. C'est la première implantation de travailleurs en Haute Galilée. Mahanaïm devient un moshav en 1922, mais est abandonné six ans plus tard.
Le 23 mai 1939, Mahanaïm est reconstruit pour la troisième fois avec la création d'un kibboutz par des membres du kibboutz Yodfat de Safed. En 1952, un grave crise conduit à une scission du mouvement kibboutznik et provoque le départ d'une partie des membres de Mahanaïm. 
Ses membres vivent des revenus de l'agriculture, de vergers, de la culture de fleurs, d'une étable, d'un poulailler et des produits d'une usine de matériel hydraulique.
Dans le cimetière de Mahanaïm repose Michael Halperin, propagateur des idées du sionisme.